# Wojewódzki konserwator przyrody
Wojewódzki konserwator przyrody – urzędnik urzędu wojewódzkiego odpowiedzialny za ochronę przyrody i jej organizację w danym województwie. W praktyce zwykle reprezentuje wojewodę w większości jego kompetencji dotyczących ochrony przyrody.